# Ernst Heinrich Weber
Ernst Heinrich Weber (* 24. Juni 1795 in Wittenberg, Kurfürstentum Sachsen; † 26. Januar 1878 in Leipzig, Königreich Sachsen) war ein deutscher Physiologe und Anatom.

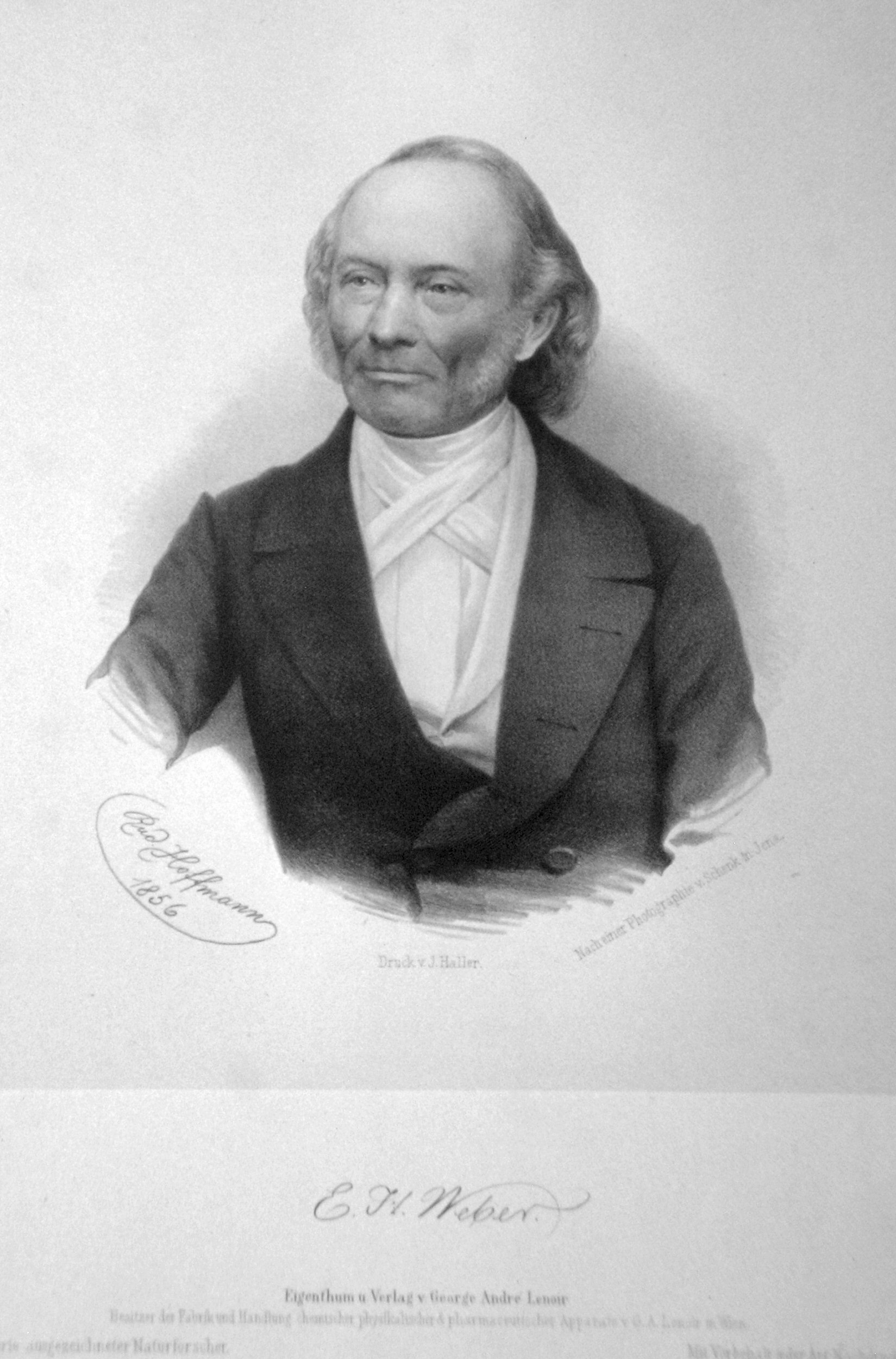
Ernst Heinrich Weber, Lithographie von Rudolf Hoffmann, 1856

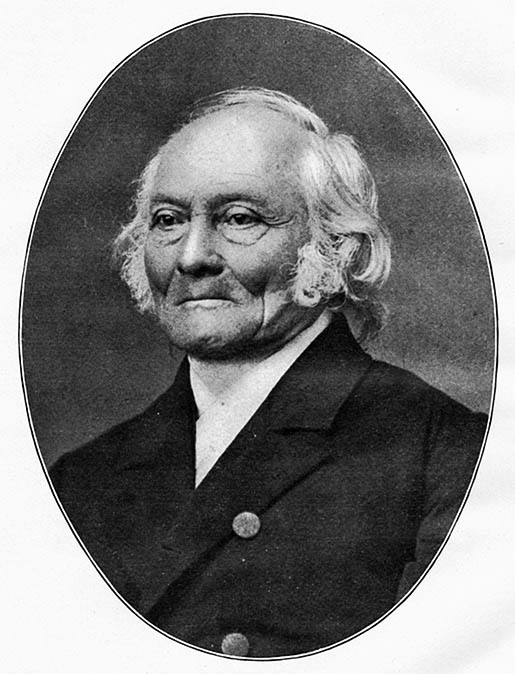
Ernst Heinrich Weber, 1795–1878

## Leben
Ernst Heinrich Weber war ein Sohn des Theologen Michael Weber und Bruder des Physikers Wilhelm Eduard Weber (1804–1891) sowie des Anatomen und Physiologen Eduard Friedrich Weber (1806–1871), mit denen er auch wissenschaftlich zusammenarbeitete. Er besuchte vom 2. April 1807 bis zum 24. September 1811 die königliche Landes- und Fürstenschule St. Afra in Meißen. Danach studierte er Naturwissenschaften in Wittenberg, wurde aufgrund der napoleonischen Kriege aber nach Leipzig evakuiert, wo er sein Studium 1815 abschloss, promoviert wurde und sich 1817 habilitierte. Im Jahr 1818 wurde er außerordentlicher Professor der Heilkunde und der vergleichenden Anatomie, 1821 schließlich ordentlicher Professor der Anatomie (bis 1871), 1840 Professor der Physiologie (bis 1866). Weber hatte sich auch an den organisatorischen Aufgaben der Leipziger Hochschule beteiligt und war in den Jahren 1838/39, 1843/44 Rektor der Alma Mater. 1871 feierte Weber sein 50-jähriges Jubiläum als ordentlicher Professor. 1876 war er Senior der Universität Leipzig und der medizinischen Fakultät.
Auf dem Landtag 1833/34 vertrat er zeitweise die Universität Leipzig in der I. Kammer des Sächsischen Landtags an. Er hatte am 4. Oktober 1833 das Mandat von Carl Klien übernommen. Am 4. Juni 1834 übernahm es Johann Christian August Heinroth.
Er wurde, gemeinsam mit seinem Bruder Eduard Friedrich, in einem Ehrengrab in der V. Abteilung des Neuen Johannisfriedhofs beerdigt.

## Werk
Weber beschäftigte sich mit der menschlichen, der vergleichenden und der mikroskopischen Anatomie sowie der Entwicklungsgeschichte der Tiere und der Physiologie, besonders deren physikalischer Seite; von ihm stammen bedeutende Untersuchungen zur Mechanik des Gehens sowie zum Druck-, Temperatur- und Ortssinn in der Haut des Menschen. Gemeinsam mit Gustav Theodor Fechner (1801–1887) gehört Weber zu den Begründern der experimentelle Psychologie und der Psychophysik. Auf ihn geht das Weber-Fechnersche Gesetz zurück.
1825 (und nochmals detaillierter 1834) beschrieb er den nach ihm benannten Weber-Versuch zur Prüfung einer Hörstörung. Er war der Erste, der die Lateralisierung (einseitige Verstärkung der Schallwahrnehmung) unter bestimmten Umständen feststellte.
Im Jahr 1845 berichteten Ernst und sein Eduard Weber über die verlangsamend auf die Herztätigkeit wirkende Vagusreizung.

## Ehrungen
1827 wurde er zum korrespondierenden Mitglied der Preußischen Akademie der Wissenschaften gewählt, 1859 wurde er auswärtiges Mitglied. In ihrem Gründungsjahr 1846 wurde er ordentliches Mitglied der Königlich Sächsischen Gesellschaft der Wissenschaften. Seit 1851 war er auswärtiges Mitglied der Göttinger Akademie der Wissenschaften und seit 1863 der Bayerischen Akademie der Wissenschaften. 1858 wurde er zum Mitglied der Deutschen Akademie der Naturforscher Leopoldina gewählt. Im Jahre 1859 wurde er in den Orden Pour le Mérite für Wissenschaften und Künste aufgenommen. Seit 1871 war Weber Ehrenbürger der Stadt Leipzig. Für seine Verdienste wurde Weber mit dem Komturkreuz des königlich-sächsischen Verdienstordens ausgezeichnet. Außerdem erhielt er den Titel eines Geheimen Medizinalrates.
Am 23. Mai 2000 wurde der Asteroid (11042) Ernstweber nach ihm benannt.

## Schriften
- Anatomia comparata nervi sympathici cum tabulis aeneis. Reclam, Leipzig 1817.
- De systemate nerveo organico. Leipzig 1817.
- De aure et auditu hominis et animalium. Leipzig 1820.
- Tractatus de motu iridis. Glück, Leipzig 1821. (mit Ernst Wilisch)
- Nonnulla de venaesectionis in organismum universum vi et in curanda nominatim inflammatione usu. Hirschfeld, Leipzig 1823.
- De strato musculoso tunicae venarum mediae in quibusdam mammalibus majoribus indagato. Staritz, Leipzig 1823 (mit Karl Friedrich Weigel)
- De zostere. Leipzig 1825.
- De febre puerperali. Leipzig 1825.
- Wellenlehre auf Experimente gegründet oder über die Wellen tropfbarer Flüssigkeiten mit Anwendung auf die Schall- und Lichtwellen. Fleischer, Leipzig 1825 (mit Wilhelm Weber). Dazu: Digitalisat, abgerufen am 11. März 2017
- Observatio tumoris et ossificationis cerebelli. Leipzig 1826.
- Dissertatio inauguralis medica eclampiam gravidarum parturientium et puerperarum sistens. Leipzig 1831.
- De Pulsu, Resorptione, Auditu Et Tactu. Annotationes Anatomicae Et Physiologicae. Koehler, Leipzig 1834.
- Zusätze zur Lehre vom Baue und den Verrichtungen der Geschlechtsorgane. Weidmann, Leipzig 1846.
- De hepatis ranarum structura et functiones observationes novae. Leipzig 1848.
- Annotationes anatomicae et physiologicae. programmata collecta fasciculi tres. Koehler, Leipzig 1851.
- Die Lehre vom Tastsinne und Gemeingefühle auf Versuche gegründet. Vieweg, Braunschweig 1851.